# Бикок

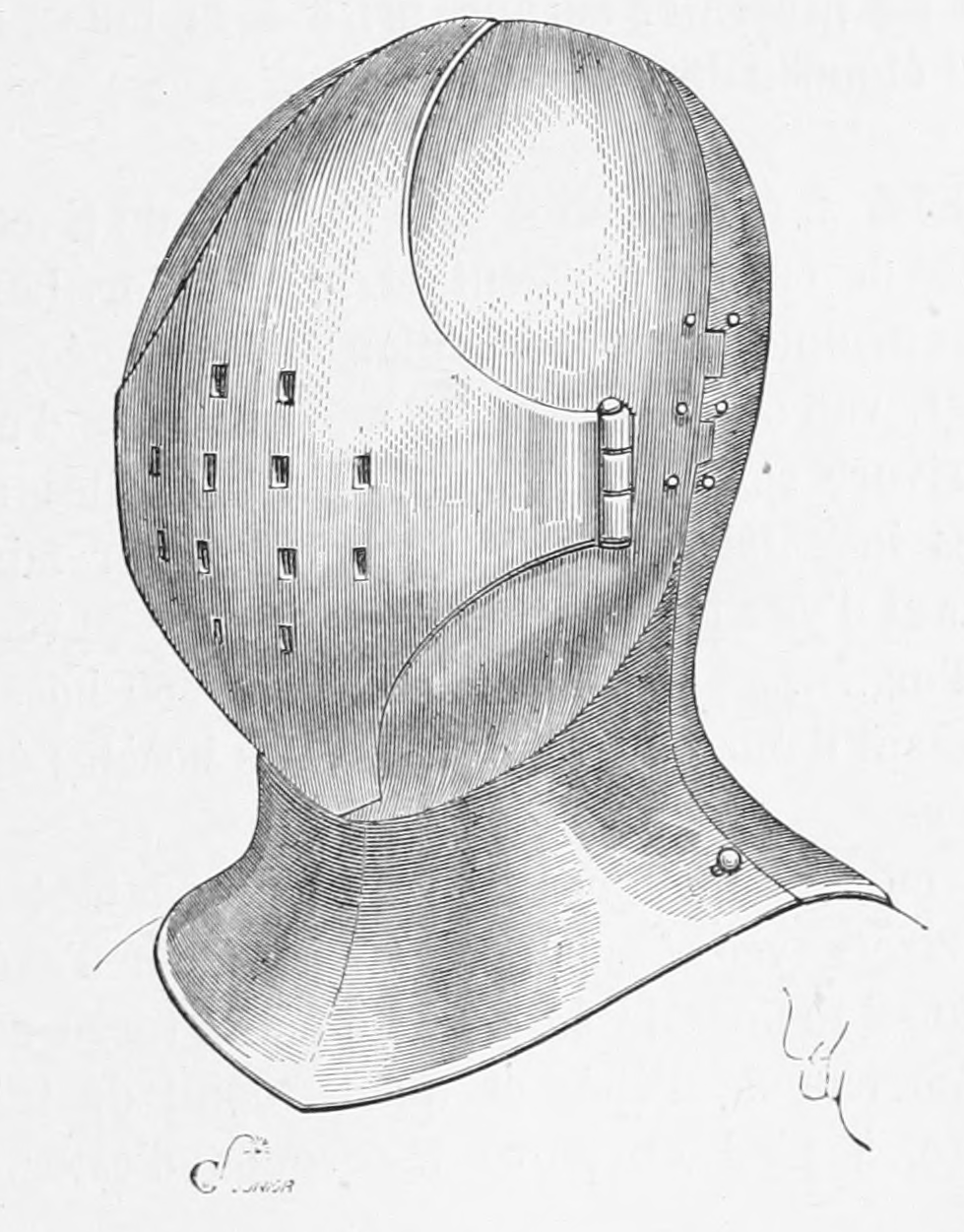

Бикок или бикокет (фр. biquoque, bicocket, bicoquet, bicoque или bicoq) — тип закрытого европейского шлема. Он появился в XV веке, как принято считать — в Италии. Небольшое распространение, на довольно недолгое время, бикок получил во Франции, также этот шлем был известен как немецкий армет. Довольно часто его изображения мелькают на миниатюрах Столетней войны (1337—1453 годы, война Франции и Англии).
По своему внешнему виду бикок очень близок к грандбацинету или армету и, пожалуй, является переходным типом шлема. Он имеет округлую или яйцевидную форму, повторяя контуры головы. Горжет, переходящий в бевор, имеет вогнутые стенки и хорошо защищает шею. Его забрало отличается от остальных видов тем, что смотровые щели заменяют небольшие круглые отверстия для обзора и доступа воздуха. Как и прочие большие шлемы, бикок опирается на плечи, а на груди и спине скрепляется с нагрудным доспехом ремнями. Сам шлем открывается на две половины, которые в закрытом виде удерживал специальный замок — крючок или винт. Забрало, в зависимости от крепления, может откидываться вперед или вверх и к тому же дополнительно удерживает пластины бевора в закрытом положении. Сзади шею защищает анатомический узкий затыльник, являющийся продолжением купола.
Несмотря на свои неплохие защитные функции, к 1470 году бикок перестает использоваться и полностью уступает армету, а также другим, более удобным типам шлемов.

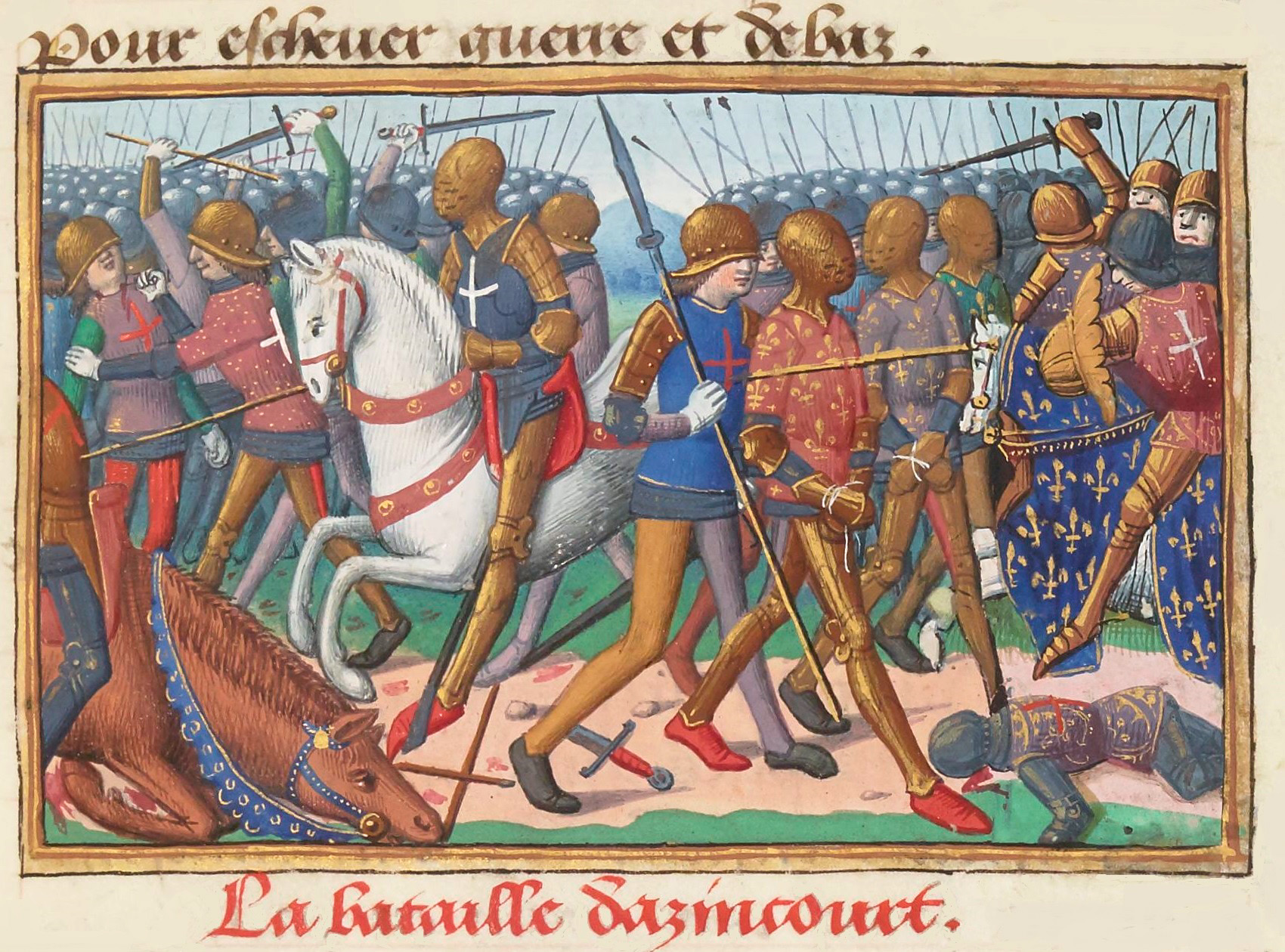
Битва при Азенкуре. Миниатюра из «Вигилий на смерть короля Карла VII». Около 1483 г.